# Doronomyrmex pocahontas
Doronomyrmex pocahontas är en myrart som beskrevs av Alfred Buschinger 1979. Doronomyrmex pocahontas ingår i släktet Doronomyrmex och familjen myror. IUCN kategoriserar arten globalt som sårbar. Inga underarter finns listade i Catalogue of Life.